# Hunor Kelemen
Hunor Kelemen (Cârța, 18 de octubre de 1967) escritor, periodista y político rumano magiarófono representante de los székely y de otros pueblos húngaros de Rumanía. Es diputado del parlamento rumano desde 2007 y desde febrero de 2011 es el presidente de la Unión Democrática de Húngaros en Rumania (UDMR).
Obtuvo su grado de estudios secundarios en Târgu Mureș / Marosvásárhely y se licenció en Agronomía en Cluj-Napoca (1993), obteniendo en 1998 una segunda licenciatura en la Universidad Babeș-Bolyai.
De su carrera como escritor destacan la fundación en 1990 de la revista Jelenlét en Cluj-Napoca / Kolozsvár.

## Obras
- Minuszévek. Bucarest, 1995.
- A madárijesztők halála. Mentor, Marosvásárhely, 1999.
- A szigetlakó. Pallas Akadémia, Budapest, 2001.

### Distinciones
- Steaua României(2000)